# Michał Siewierski (zm. 1644)
Michał Siewierski herbu Ogończyk (zm. w 1644) – podczaszy brzeskokujawski, elektor Władysława IV Wazy.

## Życiorys
Michał Siewierski pochodził ze szlacheckiego rodu Siewierskich herbu Ogończyk. Siewierski był aktywny w życiu publicznym zarówno Kujaw, jak i Rzeczypospolitej. W latach 1633–1644 pełnił urząd ziemski podczaszego brzesko-kujawskiego. Podpisał również elekcję Władysława IV Wazy reprezentując województwo brzesko-kujawskie.